# Wiktoriýa Brigadnaýa
Wiktoriýa Brigadnaýa (ur. 4 sierpnia 1980) – turkmeńska lekkoatletka.
Brała udział w trójskoku na Letnich Igrzyskach Olimpijskich 2000, gdzie zajęła 13. miejsce.